# غواصة يو-57
كانت أس أم يو-51 واحدة من 329 غواصة خدمت في البحرية الألمانية الإمبراطورية في الحرب العالمية الأولى. انخرطت يو-57 في الحرب البحرية وشاركت في معركة الأطلسي الأولى.